# Ханджар (оманский)
Ханджар — традиционный оманский кинжал, широко распространённый также и за его пределами по всему Ближнему Востоку, Южной Азии и Балканам. Обычно носится мужчинами, входя в состав торжественных и праздничных традиционных костюмов. Для ханджара характерна J-образная форма клинка.

## История
Точное время возникновения хаджара остаётся неустановленным; изображения кинжала были высечены на надгробиях, расположенных в центральной части региона Ру’ус аль-Джибаль. Считается, что они появились ещё до возрождения ваххабизма, которое произошло в конце 1700-х годов. Они также упоминаются в отчёте голландца Роберта Падбругге (Robert Padbrugge), побывавшего в Маскате в июне 1672 года.
Благодаря Османской империи ханджар широко распространился, проникнув в Европу. На Балканах такие ножи носили османские стражи правопорядка, и они оставались в обиходе местного населения и после окончания османского владычества. Во время Второй мировой войны нож дал название в 13-й горнострелковой дивизии СС «Ханджар» (1-й хорватской), состоявшей из босняков-мусульман и хорват-католиков. Слово خنجر (xandʒar), по-видимому, является арабизированой формой персидского слова خونگر (xūngar).

## Использование и символизм

### Изготовление
В зависимости от качества, ханджар может быть сделан из различных материалов. Для изготовления ножей высочайшего качества (например, для членов семьи султана) используется золото или серебро, а для кинжалов, изготовленных простыми народными мастерами — латунь и медь. Ножны, украшенные золотом, исторически были доступны только представителям высшего класса Омана. Хашимиты предпочитают кинжалы с рукояткой из белого дерева или слоновой кости, которые символизируют их статус в обществе. Традиционно кинжал проектирует сам его будущий владелец, а мастер в процессе изготовления учитывает предпочтения, указанные заказчиком. На создание одного ножа может уйти от трёх недель до нескольких месяцев.
Как и у большинства ножей, основными составными частями ханджара являются рукоять и клинок, при этом материал, из которого изготовлена рукоять, играет важную роль, влияя на окончательную стоимость кинжала. В прошлом рог носорога и слоновая кость  считались лучшими материалами для изготовления рукоятей, однако с введением международного запрета на торговлю этим сырьём стало возрастать использование других материалов, таких как дерево, пластик и верблюжья кость. 
Как правило, верхняя часть рукояти плоская или округлая, но на ножах членах семьи султана она имеет Т-образную или крестообразную форму.

### Традиции, связанные с ханджаром
Оманский ханджар подвязывается под пояс, располагаясь спереди, по центру туловища владельца. В прошлом он был частью повседневной одежды, однако теперь его носят как церемониальное оружие, надевая только на официальные мероприятия, такие как свадьбы, парады, встречи и дипломатические мероприятия. Названный Джоном М. Уиллисом "повсеместным признаком мужественности" в The Arab Studies Journal, ханджар является символом силы и авторитета владельца, а также служит символом статуса для человека, который его носит. Из-за этого семьи иногда дарят его своим сыновьям, когда они достигают подросткового возраста; он также является обычным свадебным подарком жениху.
Хотя изначально ханджар создавался как оружие, сегодня он используется исключительно в церемониальных и бытовых целях. В последнем случае он применяется в пустыне для охоты и снятия шкур с животных, а также для перерезания верёвок. В настоящее время в Омане извлечение кинжала из ножен без веской причины табуировано, поскольку мужчины должны совершать это действие только для самозащиты или из мотивов мести.

### Распространение
Ханджар является элементом повседневной традиционной одежды мужчин Йемена. В то же время, на своей родине, в Омане, нож выступает в качестве части специальных (праздничных, церемониальных) костюмов. Его также носят мужчины в ОАЭ и Катаре, он является неотъемлемой частью их традиционной одежды. Ханджар — популярный сувенир среди туристов, посещающих султанат.

### Другие применения

#### В официальной символике
Поскольку ханджар является национальным символом Омана, он изображён на его эмблеме. Он был символом на королевском гербе династии Аль Саид с XVIII века, который впоследствии стал эмблемой страны. Он также изображён на оманском риале — национальной валюте страны — в частности, на банкноте в один риал, а также на почтовых марках, выпущенных султанатом. Кроме того, в Омане изображения этих ножей встречаются на улицах и фасадах административных зданий.

#### Коммерческое использование
Ханджар ранее занимал видное место на логотипе и самолётах Oman Air — национального авиаперевозчика страны — до тех пор, пока его не убрали в рамках ребрендинга в 2008 году. Логотип телекоммуникационной компании Omantel также изображает стилизованный ханджар; он сохранился в логотипе после слияния с Oman Mobile в 2010 году. Кроме того, парфюмерная компания Amouage, принадлежащая султану Омана и его семье, включает кинжал в дизайн ёмкостей для продукции.

## Внешние ссылки
- Khanjar photos at Alain-Dailyphoto Blogspot
- Press release Архивировано 5 ноября 2019 года. showing the khanjar on Oman Air's old logo